# Wells Fargo Center (Sacramento)
Pour les articles homonymes, voir Wells Fargo Center.
Le  Wells Fargo Center est un gratte-ciel de 129 mètres de hauteur (hauteur du toit) construit à Sacramento en Californie aux États-Unis de 1990 à 1992. L'immeuble abrite des locaux de la banque Wells Fargo. Il y a un musée de la banque dans l'entrée de l'immeuble.
Dans les premiers étages de l'immeuble, il y a un atrium de 5 étages avec des murs en granite et en marbre.
Le toit est recouvert de cuivre.
Il y a 13 ascenseurs.
C'est le plus haut gratte-ciel de Sacramento .
L'architecte est l'agence Hellmuth, Obata & Kassabaum. Le bâtiment a été récompensé pour son design.